# Ekenäs småbåtshamn

Ekenäs småbåtshamn är en kommunalt ägd småbåtshamn i Ronneby kommun ca 5 kilometer söder om huvudorten Ronneby. Hamnen ligger strax väster om mynningen till Ronnebyån och Ronneby redd samt i direkt anslutning till Karön. Hamnen har plats för 251 småbåtar och har drivmedelsbrygga. Hamnanläggningen består av flytbryggor och har tillgång till slip på två platser. Anläggningens huvudbyggnad är Villa Vassen, en träbyggnad i schweizerstil uppförd under slutet av 1800-talet och som idag är servicebyggnad och restaurang. Byggnaden har kompletterats under 1980- och 1990-talen med mindre tillbyggnader. Från småbåtshamnen går en liten personfärja över till Karön under sommarhalvåret och på såväl fastlandssidan (Villa Vassen) som på Karön finns möjlighet till restaurang och annan förtäring.